# Ectinorus gallardoi
Ectinorus gallardoi är en loppart som beskrevs av Hastriter 2001. Ectinorus gallardoi ingår i släktet Ectinorus och familjen Rhopalopsyllidae. Inga underarter finns listade i Catalogue of Life.